# Walid al-Mu’allim
Walid Mohi Edine al-Mu’allim (ur. 13 stycznia 1941 w Damaszku, zm. 16 listopada 2020) – syryjski polityk, w latach 2012–2020 wicepremier, w latach 2006–2020 minister spraw zagranicznych Syrii.

## Życiorys
W 1963 ukończył studia ekonomiczne na Uniwersytecie Kairskim. Od 1964 pracuje w ministerstwie spraw zagranicznych Syrii. Pracował w syryjskich placówkach dyplomatycznych w Tanzanii, Arabii Saudyjskiej, Hiszpanii i Wielkiej Brytanii. W 1975 został ambasadorem Syrii w Rumunii. W 1980 wrócił do Syrii i kierował w ministerstwie spraw zagranicznych departamentem dokumentacji i tłumaczeń.
Przez dziewięć lat (1990–1999) był ambasadorem Syrii w Stanach Zjednoczonych. Następnie w 2000 został asystentem ministra spraw zagranicznych Syrii; funkcję tę pełnił przez pięć lat. Do 2000 brał udział w negocjacjach izraelsko-syryjskich, zakończonych ostatecznie fiaskiem. W 2005 mianowany wiceministrem spraw zagranicznych Syrii, odpowiadał za relacje z Libanem. W 2006 objął tekę ministra spraw zagranicznych i emigrantów Syrii. Miało to miejsce w czasie rekonstrukcji rządu po cedrowej rewolucji w Libanie. Al-Mu’allim zastąpił w resorcie spraw zagranicznych Faruka asz-Szarę, którego Baszszar al-Asad uczynił wiceprezydentem. Nowy minister był bliskim współpracownikiem poprzednika, ale nie posiadał tak silnej pozycji w ministerstwie. Wymieniano go jako członka frakcji reformatorów w syryjskiej partii Baas.
Po rekonstrukcji rządu w 2011 Baszszar al-Asad pozostawił go na dotychczasowym stanowisku. Wskazywano jednak, że rzeczywisty wpływ ministra spraw zagranicznych na politykę zewnętrzną Syrii jest ograniczony, gdyż decyduje o niej sam prezydent.
W czasie wojny domowej w Syrii oskarżył Stany Zjednoczone o prowadzenie polityki antysyryjskiej i wspieranie w Syrii terroryzmu. Analogiczny zarzut wysunął pod adresem Francji, Kataru, Arabii Saudyjskiej i Turcji, które, jak stwierdził, wspierały terrorystów, przekazując broń uzbrojonej opozycji przeciwko al-Asadowi. Twierdził, że przemocy w Syrii dopuszczają się przede wszystkim bojownicy przybyli z zagranicy, głównie z Arabii Saudyjskiej, Kataru i Turcji (którą określił w 2013 jako „główne źródło przemocy w Syrii”), działając pod egidą Amerykanów. Zapewniał, że kryzys polityczny w Syrii rozpoczął się od wysuwania przez obywateli „uzasadnionych żądań”, na które rząd był gotów odpowiedzieć, jednak przeszkodziła w tym zagraniczna interwencja. Twierdził, iż rząd al-Asada broni bezpieczeństwa obywateli Syrii. Zaprzeczał istnieniu Szabihy. Twierdził ponadto, iż nałożone na syryjskie firmy i polityków sankcje międzynarodowe przyczyniają się jedynie do pogorszenia sytuacji jej obywateli.
Oskarżał rząd amerykański o przygotowywanie przeciwko Syrii kampanii podobnej do tej, która poprzedziła interwencję w Iraku w 2003. Stanowczo zaprzeczał, jakoby prezydent al-Asad mógł użyć broni chemicznej przeciwko obywatelom Syrii.
W końcu stycznia 2013 wezwał uzbrojoną opozycję do złożenia broni i podjęcia negocjacji z rządem. Stwierdził, że możliwe jest wejście do rządu przedstawicieli dowolnej organizacji, pod warunkiem zaakceptowania pozostawania Baszszara al-Asada na urzędzie prezydenckim oraz potępienia „zagranicznej interwencji” w Syrii. Wezwał także ONZ do zabezpieczenia granic kraju.
Reprezentował Syrię na konferencji pokojowej Genewa II.

## Życie prywatne
Żonaty, miał trójkę dzieci. Al-Mu’allim zmarł 16 listopada 2020.